# Sorit
Soritul este un raționament rezultat prin concatenarea mai multor enunțuri adevărate, subiectul fiecăruia fiind predicatul celui anterior.
Pornind de la niște premise adevărate, o falsitate poate fi introdusă retoric, ușor și treptat, de îndată ce acest lucru se datorează vreunei reguli silogistice înșelătoare. Este și o figură de stil folosită în mod obișnuit în retorică.
Numele său provine de la conceptul Paradoxul soritelor.

## Soritul sau polisilogismul
Un sorit este și concatenarea de silogisme (polisilogismul), în două diferite moduri:
- Predicatul fiecărei propoziții (ca premisă) este subiectul propoziției care îl urmează (ca premisă), fiind identic cu subiectul premisei majore și cu cel al concluziei.

A este B; B este C; C este D; D este E; atunci A este E. (Fiind A,B,C,D,E termenii premiselor).
De exemplu: Toți ecijanii sunt sevillani; toți sevillanii sunt andaluzi; toți andaluzii sunt spanioli; Toți spaniolii sunt europeni. Prin urmare, toți ecijanii sunt europeni.
Exemplu: Toate florile sunt plante, toate plantele sunt lucruri vii, toate lucrurile vii sunt sensibile, fiecare ființă sensibilă are suflet. de aceea toate florile au suflet.
- Un polisilogism în care se subînțelege concluzia fiecărui silogism, cu excepția ultimului, care se face în mod explicit..

Spre exemplu: europenii sunt occidentali; spaniolii sunt europeni; andaluzii sunt spanioli; sevillanii sunt andaluzi. Prin urmare, andaluzii sunt occidentali.